# Palantir Technologies
Palantir Technologies è un'azienda statunitense specializzata nell'analisi dei big data.
La società ha sede a Denver in Colorado ed è stata fondata da Peter Thiel, Nathan Gettings, Joe Lonsdale, Stephen Cohen e Alex Karp nel 2003. Il nome dell'azienda deriva dai palantìr, le "Pietre Veggenti" della saga fantasy Il Signore degli Anelli. I tre principali prodotti dell'azienda sono Gotham, Apollo e Foundry. 
Inizialmente le agenzie federali statunitensi erano i principali clienti dell'azienda per poi gradualmente servire agenzie governative di altri paesi nonché aziende private che operano in ambito finanziario e dell'assistenza sanitaria.
Peter Thiel ha affermato che Palantir è una società in grado di applicare software simili ai sistemi di riconoscimento delle frodi di PayPal per «ridurre il terrorismo preservando al contempo le libertà civili».

## Storia
Nel 2004 Thiel ha finanziato la creazione di un prototipo da parte dell'ingegnere di PayPal Nathan Gettings e degli studenti dell'Università di Stanford Joe Lonsdale e Stephen Cohen. Nello stesso anno Thiel ha scelto Alex Karp, un suo ex collega della Stanford Law School, come amministratore delegato della società.
Inizialmente con sede a Palo Alto, in California, la società faticò a trovare i primi investitori: secondo Karp il presidente di Sequoia Capital, Michael Moritz, aveva scarabocchiato per tutta la riunione e un dirigente di Kleiner Perkins aveva tenuto una lezione ai fondatori di Palantir sull'inevitabile fallimento della loro società.
Gli unici investimenti iniziali sono stati 2 milioni di dollari da In-Q-Tel, la divisione di venture capital della Central Intelligence Agency (CIA) statunitense, e 30 milioni di dollari da Thiel stesso e dalla sua società di venture capital Founders Fund.
Palantir ha sviluppato la sua tecnologia da informatici e analisti di agenzie di intelligence nell'arco di tre anni attraverso progetti pilota promossi da In-Q-Tel.
Palantir ha affermato che i computer che utilizzano da soli l'intelligenza artificiale non potevano sconfiggere un avversario adattivo. 
Invece la società ha proposto di utilizzare analisti umani per esplorare i dati provenienti da diverse fonti, un processo chiamato intelligence augmentation.
Nell'aprile 2010 Palantir ha annunciato un partenariato con Thomson Reuters per vendere un prodotto di Palantir Metropolis come "QA Studio" (uno strumento di analisi quantitativa).
Il 18 giugno 2010 il vicepresidente Joe Biden e Peter Orszag, direttore dell'Ufficio per la gestione e il bilancio, hanno tenuto una conferenza stampa alla Casa Bianca per annunciare il successo della lotta alle frodi nel programma di incentivi economici da parte del Recovery Accountability and Transparency Board (RATB). Biden ha attribuito il successo del software Palantir in quanto sviluppato dal governo federale e ha annunciato che questa capacità sarà sviluppata anche in altre agenzie governative, a cominciare da Medicare e Medicaid.
Un documento rivelato da TechCrunch segnalava che nel 2013 i clienti di Palantir includevano almeno dodici gruppi controllati dal governo degli Stati Uniti: CIA, Dipartimento della sicurezza interna degli Stati Uniti d'America (DHS), National Security Agency (NSA), FBI, Centers for Disease Control and Prevention (CDC), United States Marine Corps, United States Air Force, United States Special Operations Command, United States Military Academy, Joint Improvised-Threat Defeat Organization, Recovery Accountability and Transparency Board e National Center for Missing and Exploited Children. Tuttavia in quel periodo l'esercito degli Stati Uniti continuava a utilizzare il proprio strumento di analisi dei dati.
Inoltre, sempre secondo TechCrunch, le agenzie di spionaggio statunitensi come CIA ed FBI sono state collegate per la prima volta al software Palantir poiché i loro database erano stati precedentemente isolati.
Secondo quanto riportato da un documento depositato presso la Securities and Exchange Commission (SEC) statunitense, nel settembre 2013 Palantir ha reso noto un finanziamento di oltre 196 milioni di dollari.
Si stimava che la società avrebbe probabilmente chiuso contratti per quasi 1 miliardo di dollari nel 2014. L'amministratore delegato Alex Karp nel 2013 ha comunicato che la società non avrebbe proseguito con un'IPO (offerta pubblica iniziale) poiché la quotazione in borsa avrebbe reso «molto difficile gestire un'azienda come la nostra».
Nel dicembre 2013 la società ha avviato un round di finanziamenti raccogliendo circa 450 milioni di dollari da finanziatori privati. Secondo Forbes questa operazione ha portato il valore dell'azienda a 9 miliardi di dollari, specificando che la valutazione ha reso Palantir «tra le aziende tecnologiche private più preziose della Silicon Valley».
Nel dicembre 2014 un articolo pubblicato su Forbes segnalava che Palantir stava cercando di raccogliere 400 milioni di dollari in un ulteriore round di finanziamenti, dopo che la società aveva presentato la documentazione alla Securities and Exchange Commission (SEC) il mese precedente; la segnalazione si basava su una ricerca condotta da esperti di venture capital. Forbes affermava che, se completato, il finanziamento di Palantir avrebbe potuto raggiungere un totale di 1,2 miliardi di dollari. Nel dicembre 2014 la società continuava ad avere diversi finanziatori privati: Ken Langone e Stanley Druckenmiller, In-Q-Tel della CIA, Tiger Global Management e Founders Fund, una società di venture capital gestita da Peter Thiel.
Nel novembre 2014 la società è stata valutata 15 miliardi di dollari; nel giugno 2015 BuzzFeed segnalava che la società stava raccogliendo sino a 500 milioni di dollari in nuovi capitali, con una valutazione di 20 miliardi di dollari.
Entro dicembre 2015 Palantir aveva raccolto altri 880 milioni di dollari, mentre la società era ancora valutata 20 miliardi di dollari.
Nel febbraio 2016 Palantir ha acquisito Kimono Labs, una startup che semplifica la raccolta di informazioni da siti web pubblici.
Nell'agosto 2016 Palantir ha acquisito la startup di visualizzazione dei dati Silk.
Nel 2020 Palantir è una delle quattro grandi aziende tecnologiche che collaborava con il National Health Service (Servizio sanitario nazionale britannico) per sostenere gli sforzi contro il COVID-19 con la fornitura del software di Palantir Foundry e, entro aprile 2020, diversi paesi avevano utilizzato la tecnologia di Palantir per tracciare e contenere il contagio.
Palantir ha anche sviluppato Tiberius, un software per l'assegnazione dei vaccini utilizzato negli Stati Uniti.
Nell'agosto 2020 Palantir Technologies ha trasferito la sua sede centrale a Denver.
Nel dicembre 2020 Palantir si è aggiudicata un contratto da 44,4 milioni di dollari dalla Food and Drug Administration statunitense, aumentando il valore delle sue azioni di circa il 21%.
Il 6 settembre 2024 S&P Global ha annunciato che Palantir sarebbe stata aggiunta all'indice S&P 500 e il prezzo delle azioni della società è aumentato del 14% il giorno di negoziazione successivo.
Il 14 novembre 2024 Palantir Technologies Inc. ha annunciato il trasferimento della quotazione delle azioni dal New York Stock Exchange (NYSE) al Nasdaq, con decorrenza dal 26 novembre 2024, continuando a essere negoziate con il simbolo PLTR.
Il 25 marzo 2025 fornisce alla Nato un sistema di analisi tramite AI per le operazioni militari nella guerra in Ucraina deenominato Maven smart system (Mss Nato).